# Stanislav Voljentsev
Stanislav Valentinovitch Voljentsev (en russe : Станислав Валентинович Волженцев), né le 28 octobre 1985 à Orsk, est un fondeur russe.

## Biographie
Voljentsev dispute ses premières courses officielles lors de la saison 2005-2006, puis monte sur son premier podium international aux Championnats du monde des moins de 23 ans en 2007 à Tarvisio, avec une deuxième place sur la poursuite derrière Dario Cologna.
Il est spécialiste des épreuves de distance et a participé à sa première Coupe du monde à l'occasion du Tour de ski 2007-2008, où il obtient une treizième place sur une étape. Il franchit la barre du top dix au début de l'année 2011, finissant successivement dixième et cinquième des courses sur quinze kilomètres classique à Otepää et Drammen .
Son meilleur résultat au niveau mondial est une quatrième place obtenue lors des Championnats du monde 2013 sur le quinze kilomètres libre. Il a pris part aux Jeux olympiques d'hiver de 2014, prenant la 19e place sur le quinze kilomètres classique pour sa seule course au programme. Il est sélectionné pour les Championnats du monde 2015 et 2017 également.
Il obtient son premier podium individuel sur une étape du Tour de ski en 2014 en terminant troisième du quinze kilomètres classique de Lenzerheide. Son premier podium en relais date de 2012 à Nove Mesto. Il enregistre son meilleur classement général en 2015 avec le 26e, ajoutant deux quatrièmes places à Val di Fiemme (15 km classique) et Rybinsk (skiathlon).
En 2018, pour sa dernière course dans la Coupe du monde, il prend la sixième place du quinze kilomètres classique à Planica. Cet hiver, il devient vainqueur de la Coupe d'Europe de l'Est pour la deuxième fois après 2009.

## Palmarès

### Jeux olympiques
| Épreuve / Édition | Sprint | Sprint                           | 15 km                            | 15 km     | Skiathlon 2 × 15 km | 50 km | Relais | Relais    |
| Épreuve / Édition | libre  | classique                        | libre                            | classique | Skiathlon 2 × 15 km | 50 km | Sprint | 4 × 10 km |
| JO 2014 Sotchi    | —      | Épreuve inexistante à cette date | Épreuve inexistante à cette date | 19e       | —                   |       | —      | —         |

Légende :
- — : épreuve non disputée par Voljentsev.
- : épreuve ne figurant pas au programme de ces Jeux.

### Championnats du monde
| Épreuve / Édition           | Sprint                           | Sprint                           | 15 km                            | 15 km                            | Skiathlon 2 × 15 km | 50 km | Relais | Relais    |
| Épreuve / Édition           | libre                            | classique                        | libre                            | classique                        | Skiathlon 2 × 15 km | 50 km | Sprint | 4 × 10 km |
| Mondiaux 2013 Val di Fiemme | Épreuve inexistante à cette date | —                                | 4e                               | Épreuve inexistante à cette date | —                   | —     | —      | 7e        |
| Mondiaux 2015 Falun         | Épreuve inexistante à cette date | —                                | —                                | Épreuve inexistante à cette date | 13e                 | DNF   | —      | —         |
| Mondiaux 2017 Lahti         | -                                | Épreuve inexistante à cette date | Épreuve inexistante à cette date | 22e                              | -                   | -     | —      | —         |

Légende :
- : pas d'épreuve
- — : non disputée par Stanislav Voljentsev
- DNF : abandon

### Coupe du monde
- Meilleur classement général : 26e en 2015.
- Meilleur résultat individuel : 4e.
- 1 podium en épreuve collective : une deuxième place.

#### Tour de ski
- 14e en 2015.
- 1 podium d'étape en 2014.

#### Classements par saison
| Saison    | Classement général final | Classement distance | Classement sprint |
| 2007-2008 | 135e                     | 76e                 |                   |
| 2008-2009 | 174e                     | 107e                |                   |
| 2009-2010 | 153e                     | 99e                 |                   |
| 2010-2011 | 72e                      | 40e                 |                   |
| 2011-2012 | 59e                      | 38e                 |                   |
| 2013-2014 | 39e                      | 18e                 | 70e               |
| 2014-2015 | 26e                      | 18e                 |                   |
| 2015-2016 | 37e                      | 26e                 | 59e               |
| 2016-2017 | 78e                      | 57e                 |                   |
| 2017-2018 | 57e                      | 40e                 |                   |

### Championnats du monde des moins de 23 ans
- Tarvisio 2007 :
  -  Médaille d'argent à la poursuite (30 kilomètres).

### Coupe d'Europe de l'Est
- Premier du classement général en 2009 et 2018.

### Championnats de Russie
- Champion du quinze kilomètres classique en 2011 et 2012.
- Champion du skiathlon en 2014.